# San Michele Salentino
San Michele Salentino é uma comuna italiana da região da Puglia, província de Brindisi, com cerca de 6.246 habitantes. Estende-se por uma área de 26 km², tendo uma densidade populacional de 240 hab/km². Faz fronteira com Ceglie Messapica, Francavilla Fontana, Latiano, Ostuni, San Vito dei Normanni.

## Demografia
| Variação demográfica do município entre 1861 e 2011                               |
|                                                                                   |
| Fonte: Istituto Nazionale di Statistica (ISTAT) - Elaboração gráfica da Wikipedia |